# Euceros pinguipes
Euceros pinguipes är en stekelart som beskrevs av Barron 1976. Euceros pinguipes ingår i släktet Euceros och familjen brokparasitsteklar. Inga underarter finns listade i Catalogue of Life.